# Illinois (Volk)

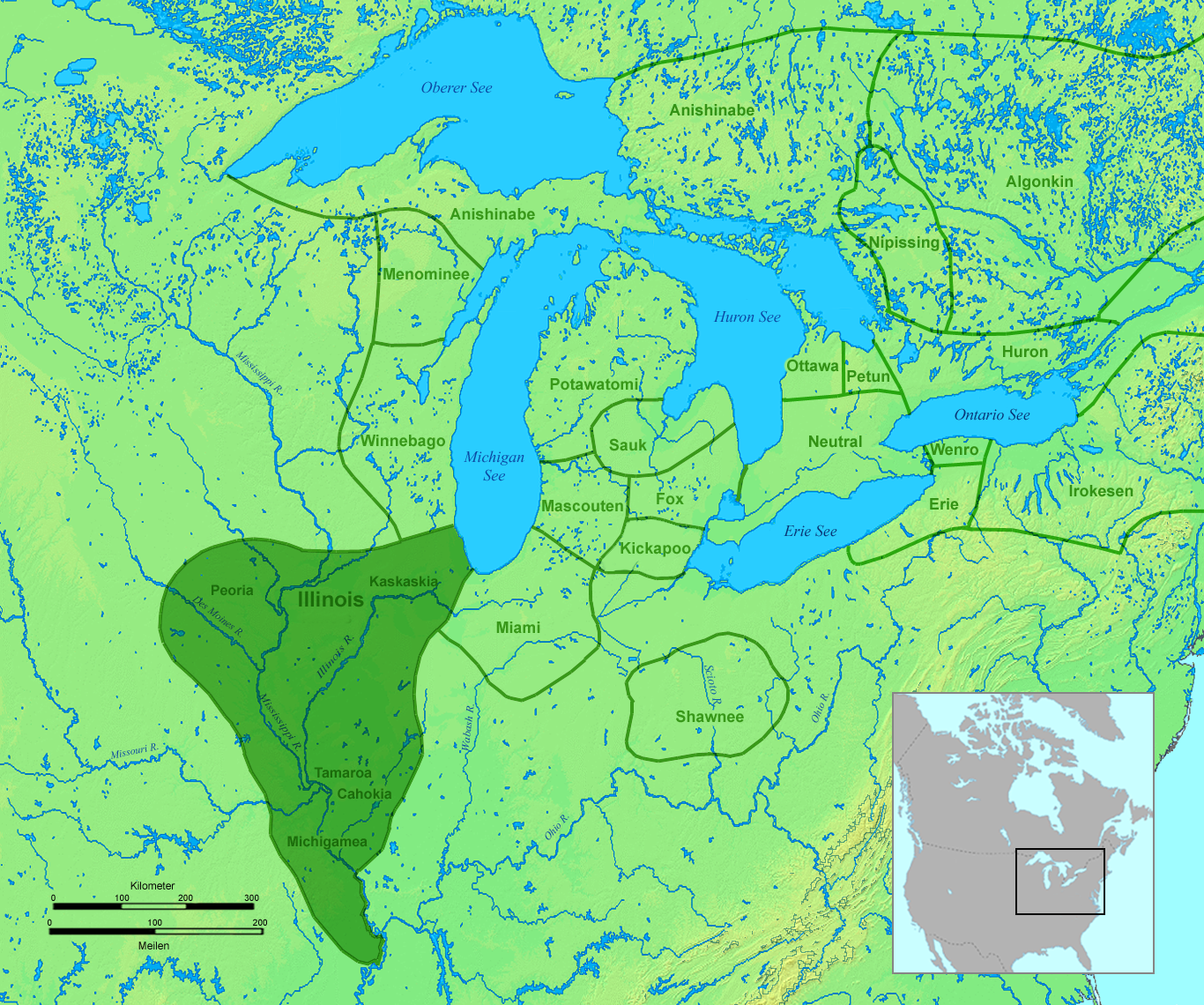
Wohn- und Jagdgebiet der Illinois vor 1700

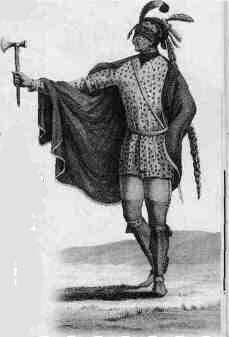
Ein Stammesmitglied der Illinois, Zeichnung von Georges-Henri-Victor Collot (1796)

Die Illinois oder Illinois-Konföderation, auch Inoca oder Illini bzw. Illiniwek, waren eine lose Konföderation von mindestens zwölf Algonkin sprechenden Indianerstämmen, deren Stammesgebiete zu Beginn des 17. Jahrhunderts sich über große Teile des heutigen Mittleren Westens erstreckten. Sie erstreckten sich über Regionen im heutigen US-Bundesstaat Illinois, den angrenzenden Staaten Missouri und Iowa und dem nördlichen Arkansas.

## Sprache, Stammesgebiet und zugehörige Stämme

### Sprache
Als Ende des 17. Jahrhunderts die ersten französischen Siedler kamen, trafen sie im Gebiet der heutigen Staaten Ohio, Indiana, Illinois, Michigan, Wisconsin und Arkansas auf Stämme die alle Dialekte einer gemeinsamen Sprache sprachen: die Miami (Myaamiaki) entlang des Wabash River (Waapaahšiki siipiiwi) und die „Illinois/Inoca“ entlang des Illinois River (Inoka Siipiiwi). Die Sprache unterteilte sich in einen „Illinois/Inoca“-Dialekt sowie in einen „Miami/Myaamiaki“-Dialekt und ist daher meist mit unter dem Sammelbegriff „Miami-Illinois“ bekannt. Der einzige Unterschied zwischen den beiden Dialekten war die Aussprache der Wörter bzw. die Lautdauer gesprochener Vokale, die „Illinois/Inoca“ sprachen mit einem „kurzen“ Akzent bzw. Vokalquantität, während die „Miami/Myaamiaki“ langsamer sprachen und daher einen „langen“ Akzent aufwiesen. Zudem hatte seit Erstkontakt mit Sprechern der „Miami-Illinois“-Sprache eine Lautveränderung von r /ɹ/ zu l / l / stattgefunden, die spätestens im 18. Jahrhundert abgeschlossen war.

### Namen
Die verschiedenen Stämme waren sich sowohl ihrer kulturellen als auch ihrer sprachlichen Nähe sehr wohl bewusst, bewahrten sich jedoch eine eigenständige Identität.
Die heutige Stammesbezeichnung lässt sich auf die Miami-Illinois-Wörter /irenweewa/, iren(i)we·wa oder ileenwewa („jener, der unsere Sprache spricht“, „jener, der in der richtigen, üblichen Weise spricht“) oder auf /irenawaki/ bzw. /ilenawaki/ („Menschen, das Volk“; fälschlicherweise oftmals als „wahre, echte, überlegene Menschen“ wiedergegeben) oder aleniaki (Einzahl: alenia, „Menschen, Volk“) zurückführen. Vermutlich war /irenweewa/, iren(i)we·wa, ileenwewa die Bezeichnung der benachbarten „Miami/Myaamiaki“ für die nur einen leicht abweichenden Dialekt sprechenden „Illinois/Inoca“.
Die Franzosen adaptierten diesen Begriff wahrscheinlich mittels der Sprache der Odawa (nini / íniniw „Person, Mensch“, Plural: ninwak) oder der Anishinabe (inini „Person, Mensch“, Plural: ininiwag) und bezeichneten sie als „Illinois“ bzw. „Illini“.
Die Herkunft des Stammesnamens könnte sich eventuell aus einem weiteren „Miami-Illinois“-Wort ableiten lassen: ireniweeyoni oder iilinwiyankwi („unsere Sprache“).
Sie selbst bezeichneten sich jedoch als /Inoca/, /Inoka/ oder /Inouca/ (die Bedeutung konnte bis heute nicht geklärt werden).
Meist sind daher in der (historischen) und aktuellen Fachliteratur die Begriffe Illini (Einzahl) bzw. Iliniwek, Illiniwek (Plural) üblich oder – um die politische Organisation zu verdeutlichen – Illinois-Konföderation.
Historisch waren sie noch unter weiteren Namensvarianten bekannt: Eriniouai, Liniouek, Aliniouek, Iliniouek, Ilinois, Ilinoués usw.

### Stammesgebiete und Lebensweise
Als Europäer 1673 erstmals „Illinois/Inoca“-Stämmen begegneten waren diese die dominante politisch-militärische Macht im gesamten Illinois River Valley (in Miami-Illinois: Inoka Siipiiwi – „Fluss der Inoka, d. h. der Illinois“) sowie entlang des Kaskaskia River; die Stammesgebiete lagen generell meist westlich des Mississippi Rivers (in Miami-Illinois: Mihsi-siipiiwi), der Ohio River (in Miami-Illinois: Kaanseenseepiiwi) bildete die südliche und der White River die südwestliche Grenze, im Nordwesten erstreckte sich das Stammesgebiet entlang des Flussgebiets des Des Moines Rivers und im Norden grenzte es an den Lake Michigan (in Miami-Illinios: Kihcikami – „Großer See“) – somit umfasste es die heutigen US-Bundesstaaten Illinois sowie große Gebiete der angrenzenden Staaten Iowa, Missouri und Arkansas.
Die „Illinois/Inoca“ waren keine Nomaden, ihre Stammesgebiete erstreckten sich über die Östliche Hochgrasprärie und grenzten mit dem Lake Michigan an die Region der Großen Seen; sie glichen in ihrer Lebensweise mehr den Stämmen des Nordöstlichen Waldlandes als den südlich, westlich sowie teils östlich lebenden typischen Vertretern der im deutschen Sprachgebrauch meist als Prärie-Indianer bezeichneten Völker (die im Englischen jedoch als Plains Indians bekannt sind).
Typisch für die Prärien (Mahkoteew – „Grasland“) ist ein extremes Klima, das durch sehr kalte Winter, heiße Sommer und ein oder mehrere aufeinander folgende Jahre mit großen Überschwemmungen geprägt ist, die wiederum von Perioden großer Dürren gefolgt werden. Die Häufigkeit und Stärke der Dürre (sowie eine Abnahme des Niederschlags) verstärkt sich mit der Entfernung zu den Wäldern von der Hochgrasprärie im Osten (der „Prärie im engsten Sinne“) über die Zentrale Mischgrasprärie in die trockene Kurzgrasprärie (meist „Great Plains“ oder „Plains“ genannt) im Westen.
Im Gebiet der Prärien war dank der zahlreichen Flussläufe und fruchtbaren Schwarzerde ein einfacher Feldbau möglich, der die Voraussetzung für eine sesshafte Lebensweise ermöglichte. Der Ackerbau bildete die Ernährungsgrundlage (ergänzt durch Fischerei, Wildtierjagd und Sammeln von Früchten und Wurzeln) und ermöglichte die Erwirtschaftung von Nahrungsüberschüssen, die nicht nur eine sichere Vorratswirtschaft den Stämmen ermöglichte, sondern auch die Erwirtschaftung von notwendigen Gütern in ausgedehnten Handelskontakten mit den nomadischen Plains-Stämmen.
Die „Illinois/Inoca“ lebten in ortsfesten Dörfern entlang baumgesäumter Flüsse und bewohnten meist Langhäuser (Kinoonteewa, Einzahl: Kinoonteewi, ähnlich den Stämmen entlang der Großen Seen) oder manchmal auch Erdhäuser (ähnlich den meisten sesshaften Prärie-Stämmen), da letztere besseren Schutz in den bitterkalten Wintern boten, aber auch in den heißen Sommermonaten kühl blieben. Zur Sicherung ihres Lebensunterhalts betrieben sie Ackerbau (Mais, Bohnen, Squash, später Wassermelonen und Weizen), Fischfang sowie meist im Winter die Jagd (Hirsche, Antilopen, Biber) in den angrenzenden Wäldern. Im Frühjahr/Sommer und Herbst versammelten sie sich in größeren Lagern und bewohnten dann leicht zu errichtende und transportable Wigwams (Wiikiaama, Einzahl: Wiikiaami), um auf die Büffeljagd zu gehen.

### Stämme
Die ersten Berichte über die „Illinois/Inoca“ weisen auf mindestens zwölf Stämme hin (ca. 1680), doch einige von diesen könnten unterschiedliche Namen desselben Stammes sein:
- Cahokia (sprich: „ca•HO•ki•a“, lebten im späten 16. und frühen 17. Jahrhundert im Zentrum des Territoriums der „Illinois/Inoca“ entlang des Mississippi Rivers im Südwesten von Illinois sowie direkt südlich der Tamaroa)
- Chepoussa oder Chipussea (sprich: „che•POUS•sa“, werden meist in Verbindung mit den Michigamea genannt, lebten im Nordosten von Arkansas und Südosten von Missouri entlang des Black River, eines Nebenflusses des White River (an dem die Michigamea siedelten), und waren damit einer der südlichsten Stämme der „Illinois/Inoca“, später bewohnten sie mit diesen die heutige historische Stätte namens „Kolmer Site“, ihre Geschichte ist ab hier identisch mit denen der Michigamea – nähere Informationen siehe Michigemea)
- Chinko oder Chinkoa (sprich: „CHIN•ko“)
- Coiracoentanon oder Korakoenitanon (sprich: „coi•ra•coen•TAN•on“, lebten entlang des Unterlaufs Des Moines Rivers und somit südöstlich der Moingwena und südlich der Peoria, ein Teil schloss sich später den Kaskaskia an, der Großteil jedoch den Peoria, hatten daher bald ihre eigene Identität verloren)
- Espeminkia oder Ispeminkia (sprich: „es•pe•MIN•ki•a“)
- Kaskaskia, Kaaskaaskiwa, Kaskaskahamwa oder Kaahkaahkiaki (lautmalerisch für die "Langfühlerschrecke (Katydid)" somit "Katydid (Tettigonia viridissima) Volk", sprich: „kas•KAS•ki•a“, im späten 16. Jahrhundert bewohnten die Kaskaskia den Nordosten des „Illinois/Inoca“-Territoriums im Upper Illinois River Valley südwestlich des Lake Michigan. Die Kaskaskia bewohnten Ende des 17. Jahrhunderts  zusammen mit benachbarten Illinois/Inoca-Stämmen ein großes Dorf am Nordufer des Illinois River nahe dem heutigen Dorf North Utica, Illinois, das als Grand Village of Kaskaskia (auch: Grand Village of the Illinois oder Old Kaskaskia Village) bekannt war (nahe dem heutigen Starved Rock State Park). Auf Grund aggressiv vordringender plündernder Stoßtrupps der Irokesen-Liga während der Biberkriege verließen die Kaskaskia um 1700 ihre Heimat entlang des Illinois River und zogen zur Mündung des nach ihnen benannten Kaskaskia River im Südwesten von Illinois; am Zusammenfluss von Kaskaskia und Mississippi River gründeten sie ihre neue Hauptsiedlung namens Kaskaskia (die von 1809 bis 1820 sogar Hauptstadt von Illinois war) und blieben bis Anfang des 19. Jahrhunderts in diesem Gebiet.)
- Maroa, Maroua oder Omouahoa (laut einer grob gezeichneten Landkarte des Jesuiten und Entdeckers, Fr. Jacques Marquette, lebten sie im 17. Jahrhundert in einem Gebiet, das heute Teile von Illinois und Indiana umfasst, oftmals werden sie nur als eine Band der Tamaroa betrachtet, verloren schnell ihre eigene Identität und die Überlebenden schlossen sich diesen an)
- Michibousa (sprich: „mich•i•BOU•sa“)
- Michigamea, Mitchigamea, Michigamie oder Meehcikamia bzw. Mihshikamiia (sprich: „mich•i•GA•me•a“, ursprünglich eventuell aus der Gegend des heutigen Chicago stammend, wurden sie von den feindlichen Sauk und Fox im späten 16. Jahrhundert nach Süden in den Nordosten von Arkansas vertrieben und siedelten als südlichster Stamm entlang des St. Francis River und des White River, gegen 1700 mussten sie jedoch wiederum den Quapaw weichen und kehrten zum Mississippi River und Upper Sangamon River im Südwesten von Illinois zurück; hier errichteten sie mehrere Dörfer nahe einem französischen Fort (Fort de Chartes), zusammen mit den Chepoussa bewohnten sie ein mittels Palisaden stark befestigtes Dorf (heutige historische Stätte namens „Kolmer Site“) – jedoch wurde dieses bereits 1752 durch eine Allianz feindlicher Stämme – der Fox, Sioux und Cherokee – überfallen, niedergebrannt und der Großteil der Bevölkerung getötet (Teil der Franzosen- und Indianerkriege). Die Überlebenden Michigamea errichteten eine neue Siedlung (heutige historische Stätte namens „Waterman Site“) in der unmittelbaren Nähe oder schlossen sich den Kaskaskia an.)[12]
- Moingwena, Moingona oder Mooyinkweena (sprich: „moin•GWE•na“, lebten ursprünglich südlich der mit ihnen eng verbündeten Peoria – manchmal werden sie sogar als ein Unterstamm der Peoria betrachtet – entlang des Upper Des Moines River, der vermutlich nach diesem Stamm benannt wurde – Riviere de Moingwena)[13]
- Peoria, Peroveria, Pewaria, Pewarea oder Peewaareewa, moderne Aussprache Peewaalia bzw. Peewaaliaki (wörtlich: Einer kommt und trägt eine Last auf seinem Rücken, sprich: „pe•O•ri•a“, im späten 16. Jahrhundert bewohnten sie den Nordwesten des „Illinois/Inoca“-Territoriums entlang der Nebenflüsse des Mississippi Rivers im Südosten von Iowa und im Nordosten von Missouri; Franzosen besuchten ein großes Dorf 1673 nahe der Mündung des Des Moines River; später zogen die Peoria ostwärts ins Illinois River Valley und errichteten 1691 ihr Hauptdorf nahe der heutigen Stadt Peoria, Illinois, dies war ein bevorzugtes Jagdgebiet und wurde daher nach dem nahegelegenen Peoria Lake, einer natürlichen Weitung des Illinois River, als Pimiteoui / Pee-Mee-Twee („fetter, reichhaltiger See“) bezeichnet. In den 1760er verließen jedoch die Peoria das Illinois Valley und zogen südwärts zum Mississippi River im Südwesten von Illinois und im Osten von Missouri.)
- Tamaroa oder Tamarowa ("cut tail" und bezog sich auf ein Totemtier wie dem Bären oder der Wildkatze, sprich: „ta•ma•RO•a“, im späten 17. Jahrhundert und im frühen 18. Jahrhundert lebten die Tamaroa beiderseits des Mississippi River im Gebiet des Zusammenflusses mit dem Illinois River und Missouri River im Osten von Missouri und im Südwesten von Illinois, direkt südöstlich von ihnen lebten die Cahokia und nochmals weiter im Südwesten die Michigamea; die Tamaroa zogen gemeinsam mit den Cahokia später in die Nähe der Kaskaskia an die Mündung des Kaskaskia Rivers im heutigen Illinois. Dort lebten sie nahe der französischen Siedlung Kaskaskia (und zugleich Hauptsiedlung der Kaskaskia) und litten unter europäischen Krankheiten, gegen die sie keine Widerstandskräfte entwickeln konnten. Dazu kamen Kriege gegen feindliche Stämme, wie die Chickasaw und Shawnee, und verbreiteter Alkoholismus, so dass die Bevölkerungszahl der hier siedelnden „Illinois/Inoca“-Stämme weiterhin dramatisch schrumpfte.)
- Tapouaro, Taponero, Taporoua oder Tapuaro (sprich: „ta•POUA•ro“, lebten im Osten Iowas und Westen Illinois am Unterlauf des Iowa River bis zur Mündung in den Mississippi)[14]

Um 1750 hatten – vermutlich auf Grund Seuchen und andauernden Kriegen – mehrere Stämme sich benachbarten größeren Stämmen angeschlossen und ihre Identität verloren, so dass es nunmehr nur noch fünf Stämme gab, deren Identität als gesichert gilt:
- Cahokia
- Kaskaskia (sowie einige Michigamea)
- Michigamea (sowie Überlebende der Chepoussa)
- Peoria (sowie Überlebende der Moingwena) und
- Tamaroa (sowie später alle Überlebenden Cahokia und Maroa)

Von diesen fünf Stämmen existierten 1818 nur noch die Kaskaskia (Kaskaskia sowie Überlebende der Cahokia, Coiracoentanon, Chepoussa, Maroa, Tamaroa und Michigamea) und die Peoria die auf Grund der vorrückenden Frontier in einem Vertrag mit den USA alle Ansprüche sowie Landrechte östlich des Mississippi River abtraten; heute gibt es nur noch den Peoria Indian Tribe of Oklahoma (der zudem aus vielen Nachfahren der Miami-Stämme der Wea (Waayaahtanooki) und Piankashaw (Peeyankihšiaki) besteht).

## Externe Beziehungen
Aus frühen französischen Aufzeichnungen geht hervor, dass die „Illinois/Inoca“ und „Miami/Myaamiaki“ als sprachlich und kulturell identisch angesehen wurden. Außerdem wiesen beide kulturelle Ähnlichkeiten mit anderen zentralen Algonkingruppen (insbesondere Fox, Sauk, Kickapoo und Mascouten) auf und teilten darüber hinaus signifikante Merkmale mit Sioux-sprachigen Völkern des Mississippi Valley (Iowa, Oto, Missouri und Winnebago) und der angrenzenden Prärien (Kansa, Osage, Omaha, Ponca und Quapaw) (mit der charakteristischen Kombination aus dörflichem Ackerbau und Büffeljagd und der Organisation in Moieties). Trotz der sprachlich-kulturellen Gemeinsamkeiten standen sich die „Illinois/Inoca“ und „Miami/Myaamiaki“ (welche im späten 17. Jhd. nördlich und vom Beginn des 18. Jhd. bis Anfang des 19. Jhd. östlich von ihnen lebten) oftmals feindlich gegenüber und führten zeitweilig heftige Kriege gegeneinander.
Die Beziehungen brachen in offene Feindschaft aus, als manche Bands der „Miami/Myaamiaki“ in den Biberkriegen (auch Franzosen- und Irokesenkriege genannt, 1640 bis 1701) nach mehreren verlustreichen kriegerischen Auseinandersetzungen und Niederlagen sich nun der militärisch überlegenen Irokesen-Liga (Naatowiaki, Einzahl: Naatowia) und deren Verbündeten, den Briten, anschlossen und gemeinsam ins Land der „Illinois/Inoca“ eindrangen und diese gnadenlos bekämpften. Die „Illinois/Inoca“ hatten sich die Irokesen zu ihren erbitterten Feinden gemacht, als sie versprengten Bands der bereits seitens der Irokesen unterworfenen Völker der Wyandot, der Tionontati und der Neutrale Schutz boten und auf Verlangen diese nicht auslieferten – woraufhin die westlichen Irokesen-Stämme (Seneca, Cayuga und Onondaga) Strafexpeditionen schickten und die „Illinois/Inoca“ ab 1655 größtenteils das Illinois River Valley verließen und ans Westufer des Mississippi Rivers und nordwärts zur Green Bay an der Südküste der Oberen Halbinsel von Michigan zogen (1680 töteten Irokesen ca. 700 Tamaroa sowie weitere Hunderte Angehörige der Maroa, Espeminkia und Peoria, die versucht hatten, den Feinden standzuhalten); diese Raubzüge endeten erst mit dem Großen Frieden von Montreal 1701, der eine Niederlage für Neufrankreich und seine indianischen Verbündeten – einschließlich der „Illinois/Inoca“ – bedeutete. Nach dem Friedensschluss mussten die Irokesen sich nach Osten zurückziehen (blieben aber in Kontrolle des Ohio River Valleys und der dort ansässigen unterworfenen Algonkin-Stämme) und die stark militärisch und demographisch geschwächten „Illinois/Inoca“ kehrten in ihre alten Stammesgebiete zurück – jedoch mussten sie diese von nun an vermehrt mit aus dem Norden und Osten vor den Irokesen geflohenen Algonkin- und Sioux-Stämmen teilen. Während des French and Indian War (1754–1760) kämpften die „Illinois/Inoca“ wiederum auf Seiten ihrer alten Bundesgenossen, der Franzosen (Meehtikoošiaki, Einzahl: Meehtikoošia), während die „Miami/Myaamiaki“ auf Seiten Neuenglands kämpften; die militärische und zahlenmäßige Übermacht ihrer Feinde zwang die „Illinois/Inoca“ zum zweiten Mal ihr bereits geschrumpftes Stammesgebiet vollkommen aufzugeben. Zwar waren die fünf Stämme der Irokesen-Liga zwischen 1640 und 1760 sicher die gefährlichsten indigenen Feinde – jedoch gab es wahrscheinlich bereits vor dem Erstkontakt mit Europäern ständige kriegerische Auseinandersetzungen zwischen „Illinois/Inoca“ und Irokesen, die jedoch durch die Konkurrenz der Kolonialmächte England und Frankreich verschärft wurden. Insgesamt und im Rückblick ist festzuhalten, dass dieses Muster, in dem sich einheimische Stämme als Verbündete an kriegerischen Konflikten zwischen europäischen Mächten beteiligten oder beteiligt wurden, sich in keiner Weise für die einstigen Besitzer Nordamerikas auszahlte: Diese frühen Bündnisse und Allianzen änderten nichts an dem Umstand, dass, war der Machtkampf um die Vorherrschaft europäischer Mächte erst einmal entschieden, man sich nun der ehemaligen Verbündeten entledigte, ihre Lebensräume zurückdrängte, sie entrechtete, enteignete und dezimierte (siehe: Covenant Chain).
Die Beziehungen zu anderen indianischen Stämmen und Allianzen wechselten im Laufe der Jahrhunderte – insbesondere als Folge der großen Fluchtbewegungen und Vertreibungen ganzer Stämme während der Biberkriege und der darauffolgenden Franzosen- und Indianerkriege (1688 bis 1763). Die damals militärisch überlegene und waffentechnisch besser ausgerüstete Irokesen-Liga (zuerst mittels der Niederländer, dann durch die Briten) versuchte ihre Stellung als Mittler im Pelzhandel in Nordamerikas zwischen den Franzosen und den westlichen Stämmen zuerst durch diplomatischen Druck und später mittels militärischer Gewalt zu behaupten und ein Handelsmonopol zu errichten. Die Irokesen versuchten hierbei ihr Territorium (zwecks der Jagd auf Biber) auf das Gebiet der benachbarten Stämme, hauptsächlich feindlicher Algonkin, auszudehnen; hierbei verlangten sie von diesen entweder sich der Liga zu unterwerfen und als Vasallen Mitglied des „Convenant Chain“ zu werden oder ihre Stammesgebiete sofort zu verlassen. Fügten sich die Stämme nicht unternahmen die Irokesen äußerst grausame Kriegszüge, fielen in die Stammesgebiete ein, verschleppten immer wieder Krieger, Frauen und Kinder in die Sklaverei und plünderten die Jagdgründe auf der Suche nach mehr Pelzen. Die Expansion der Irokesen und die Vertreibung der unterlegenen Stämme veränderte die Stammesgeographie in großen Gebieten Nordamerikas.
Die Stammesgebiete der „Illinois/Inoca“ wurden auf Grund ihrer geographischen Lage (und der Nähe zu den Franzosen) im Laufe des späten 17. und frühen 18. Jhd. bald ein Fluchtort mehrerer Stämme aus dem Osten – und dies sorgte wegen der Ressourcenknappheit und Überjagung und Überfischung bald zu heftigen Auseinandersetzungen zwischen den Stämmen.
Während der späten 1630er zogen mit Feuerwaffen ausgestattete indianische Verbündete der Franzosen – Odawa (Taawaawaki – „Händler“, Einzahl: Taawaawa) und Anishinabe/Ojibwe (Acipwiaki, Einzahl: Acipwia) – auf die Untere Halbinsel von Michigan in die Jagdgründe der ansässigen Fox, Sauk, Mascouten, Kickapoo und Potawatomi und zwangen diese um 1640 sich über den Michigansee in Wisconsin in Sicherheit zu bringen; dort errichteten sie große von mehreren Stämmen gemeinsam bewohnte Siedlungen. Die Gebiete rund um Green Bay, am Westufer des Michigansees und am Lake Winnebago gehörten jedoch wiederum den dort siedelnden Winnebago (Wiinipiikwaki – „Volk des stinkenden Wassers“, Einzahl: Wiinipiikwa) und Menominee (Naloominaki – „Volk des Wildreises“, Einzahl: Naloomina) – beide traditionelle Feinde der „Illinois/Inoca“; die Winnebago hatten bereits frühere Versuche der Anishinabe zurückgeschlagen und zwangen 1641 die Potawatomi sich nach Norden zurückzuziehen, danach griffen sie auch die Fox an, die am Westufer des Lake Winnebago siedelten. Jedoch wurde ihre riesige Kanuflotte auf dem See durch einen Sturm versenkt und ca. 500 Krieger ertranken. Als sich die Winnebago in eine palisadenbewehrte Siedlung verschanzten, brach unter ihnen eine Epidemie und eine Hungersnot aus (da sie auf Grund der Fox-Krieger ihre Felder nicht bestellen konnten) und sie sandten Boten zu den „Illinois/Inoca“. Trotz ihrer Feindschaft sandten Letztere zum Entsatz ca. 500 Krieger mit Proviant zur Unterstützung, die „Illinois/Inoca“-Krieger wurden jedoch hinterrücks von den Winnebago ermordet. Daraufhin entsandten die „Illinois/Inoca“ eine große Strafexpedition und vernichteten bis auf wenige Überlebende fast alle Winnebago; wenige Überlebende konnten sich zu den Menominee flüchten, ca. 150 (meist Frauen und Kinder) wurden von den „Illinois/Inoca“ in die Sklaverei verschleppt (nach mehreren Jahren durften sie wieder zu ihren Verwandten heimkehren). Die nur ca. 500 überlebenden Winnebago vergaben den „Illinois/Inoca“ das Massaker nie und diese hatten eventuell einen wichtigen zukünftigen Verbündeten im Kampf gegen andere Stämme verloren.
Bereits 1665 berichteten die Franzosen alarmiert, dass mehr als 30.000 geflüchtete Algonkin (Fox, Sauk, Ottawa, Mascouten, Miami, Kickapoo, Anishinabe und Potawatomi sowie einige Miami) die lokalen Winnebago und Menominee überrannt, deren Jagdgebiete übernommen und diese bereits ausgeplündert hatten, da dieses nördliche Gebiet auch nicht für Ackerbau geeignet war. Bald begannen die hungernden Stämme untereinander zu kämpfen und hatten bereits einen Krieg mit den Dakota-Sioux begonnen, da Algonkin-Jagdtrupps in deren Territorium vordrangen.
Zu dieser Zeit waren auch die Dhegiha Sioux (Osage, Quapaw, Kansa, Omaha, and Ponca) gezwungen ihre Stammesgebiete entlang der Unterläufe des Ohio River und des Wabash Rivers aufzugeben und westlich des Mississippi Rivers zu ziehen. Die Omaha, Ponca und Kansa zogen den Missouri River flussaufwärts stellten keine unmittelbare Gefahr dar, jedoch zogen die Missouri an die Mündung des Grand River in den Missouri sowie die sehr aggressiven und kriegerischen Osage zum Unterlauf des Missouri und zum Osage River in West-Zentral-Missouri und wurden somit beide gefürchtete Feinde für die bereits am Westufer des Mississippi lebenden „Illinois/Inoca“. Die Quapaw (Kaahpaki, Einzahl: Kaahpa) wiederum zogen südwärts an die Mündung des Arkansas Rivers in den Mississippi im heutigen Arkansas und vertrieben dort die ansässigen Chepoussa und Michigamea nach Norden. Zudem zählten die Pawnee entlang der Nebenflüsse des Missouri, des Platte, Loup und Republican River im heutigen Nebraska und nördlichen Kansas zu ihren Feinden, die oftmals Opfer von Sklavenjagden durch die „Illinois/Inoca“ wurden, die diese an die Franzosen verkauften (Der Sklavenhandel wurde so lebhaft, so dass die Bezeichnung “Pani” im 17. und 18. Jhd. ein Synonym für Sklave in Neufrankreich wurde). Erst im späten siebzehnten Jahrhundert verbesserten sich die Beziehungen zu den Stämmen im Westen, vermutlich weil die „Illinois/Inoca“ wieder östlich des Mississippi Rivers in ihre alten Stammesgebiete zurückgekehrt waren.
Die „Illinois/Inoca“ waren durch die Überfälle und Kriege sowie mehrere Seuchen während der Biberkriege geschwächt und konnten nur schwer ihr bereits geschrumpftes Stammesgebiet verteidigen, da tauchten im achtzehnten Jahrhundert neue Feinde auf, die aus der Schwäche einen Nutzen ziehen wollten. Eine loose Koalition von Stämmen – einschließlich der Dakota (Šaahaki, Einzahl: Šaaha), Sauk (Saakiaki, Einzahl: Saakia), Fox, Kickapoo (Kiikaapooki, Einzahl: Kiikaapwa) und Potawatomi (Wahoonahaki, Einzahl: Wahoonaha) – versuchten von Norden in das Stammesgebiet einzudringen. Währenddessen begannen ebenfalls aus dem Süden die Shawnee (Šaawanooki, Einzahl: Šaawanwa) und Chickasaw Druck auf die „Illinois/Inoca“ auszuüben, so dass diese zuletzt in ständige Kriege mit ihren nördlichen und südlichen Nachbarn verwickelt waren. Nach Ende des French and Indian War (1754–1760) hatten sie ihre einzigen dauerhaften Verbündeten, die Franzosen, verloren und die siegreichen Briten betrachteten die einstigen Stammesgebiete der „Illinois/Inoca“ als nun zum British Empire gehörend und die „Illinois/Inoca“ als Untertanen, denen auf Grund ihrer Treue zu den Franzosen jedoch nur schwer zu trauen sei. So kämpften sie schließlich fast alleine gegen die feindlichen Stämme, die vordringende Siedlungsgrenze sowie die damit einhergehenden Seuchen und der bald sich verbreitenden Alkoholismus unter den Stämmen. Zuerst mussten sie den Norden ihres Stammesgebiets aufgeben, dann große Teile im Osten, bald konnten sie sich jedoch nicht mehr selbst verteidigen und traten ihre Landansprüche östlich des Mississippi an die Amerikaner (Mihši-maalhsaki, Einzahl: Mihši-maalhsa).

## Kultur
Die meisten Informationen über die Lebensweise der Illinois stammen aus den Aufzeichnungen der französischen Entdecker zwischen 1673 und 1700, wie Jacques Marquette und Louis Jolliet. Sie berichteten ausschließlich über Besuche bei den Peoria und Kaskaskia, denn über die Kultur der Cahokia, Michigamea und Tamaroa ist fast nichts bekannt.
Der Lebensunterhalt der Illinois wurde durch Ackerbau, Jagen, Fischen und Sammeln von Wildpflanzen bestritten. Der Anbau von Mais und das Sammeln von Wurzeln und wildwachsenden Pflanzen war Frauenarbeit, während die Männer auf die Jagd und zum Fischfang gingen. Der jährliche Kreislauf begann Ende März oder Anfang April, wenn die Menschen aus ihren Winterlagern in die Sommerdörfer zurückkehrten. Die Frauen verbrachten die erste Zeit mit dem Sammeln von Feuerholz, um sich danach dem Pflanzen von Mais ab Anfang Mai intensiv widmen zu können. Ab Juni verließen die meisten Bewohner ihre Dörfer und zogen gemeinsam zur Büffeljagd, die etwa sechs Wochen dauerte. Ende Juli konnte der erste Mais geerntet und getrocknet werden, dem die zweite Ernte Ende August folgte. Danach verließen die Bewohner erneut ihre Dörfer, um die Winterlager zu errichten. Außer Mais bauten die Illinois Bohnen, Squash und Wassermelonen an. Frauen sammelten außerdem eine Vielzahl an Knollen, Nüssen, Beeren und Früchten. Bei der gemeinsamen Büffeljagd wurde eine Herde von jungen Männern eingekreist, welche die Tiere in einen vorbereiteten Hinterhalt trieben und töteten. Das Fleisch der Bisons wurde getrocknet und damit konserviert und die präparierten Felle dienten als Winterbekleidung. Zur Jagdbeute zählten auch Hirsche, Bären, Truthähne, Luchse und Pumas.
Die Sommerlager lagen am Ufer der Flüsse und erstreckten sich manchmal über beachtliche Distanzen. Das von Marquette und Joliet 1673 besuchte Peoria-Dorf zählte 300 Hütten, das 1677 besuchte Kaskaskia-Dorf bestand sogar aus 351 Hütten. Jedes Dorf hatte vermutlich ein größeres Gebäude, das für Rituale und als Gemeinschaftsunterkunft Verwendung fand. Die Sommerhütten hatten einen rechteckigen Grundriss und bestanden aus gebogenen Baumschösslingen, die mit Schilfmatten bedeckt waren. Sommercamps wurden gewöhnlich am Rand von Prärien errichtet, an Orten, die Schatten boten und gegen plötzliche Angriffe verteidigt werden konnten.

## Geschichte
Zu Beginn des Kontakts mit Europäern waren die Illinois von den Irokesen, die zu dieser Zeit schon Feuerwaffen besaßen, nach Westen verdrängt worden. Um die Mitte des 17. Jahrhunderts konzentrierten sich die meisten Illinois entlang des Illinois Rivers von Starved Rock bis zum Mississippi River, wohin sie vor den Überfällen der Dakota, Fox, Sauk und anderer nördlicher Stämme ausgewichen waren. Um 1667 bekam der französische Außenposten Chequamegon erstmals Besuch von einer Gruppe der Illinois. 1673 beobachtete Marquette bei den Peoria den Besitz französischer Handelsgüter, darunter auch Gewehre. Die Aussicht auf engere Handelsbeziehungen mit den Franzosen veranlasste offenbar die nördlichen Illinois-Stämme, sich bevorzugt im großen Kaskaskia-Dorf beim heutigen Starved Rock State Park niederzulassen. Dieser Ort wurde 1680 von den Irokesen überfallen und zerstört, zwei Jahre später aber an derselben Stelle als La Salles Fort und Trading Post wieder aufgebaut. Zu den Bewohnern zählten außer den Kaskaskia auch Angehörige der Miami und Shawnee. 1691 zwang der Mangel an Feuerholz die Bewohner, weiter flussabwärts die neue Siedlung Pimitéout am Lake Peoria zu gründen. Inzwischen hatten die südlichen Illinois-Stämme begonnen, statt einer großen Siedlung viele kleinere Dörfer im American Bottom einzurichten. Die Cahokia lebten weiterhin in ihrem traditionellen Wohngebiet am Zusammenfluss von Illinois River und Mississippi, während die Tamaroa zum östlichen Ufer des Mississippi und die Michigamea um 1693 nach Norden zum Kaskaskia River zogen. Um 1700 verließen die Kaskaskia Pimitéout, gefolgt von den französischen Händlern und Missionaren, und zogen nach Süden an den Mississippi bei Fort de Chartres. Die Illinois-Stämme verbündeten sich mit bestimmten französischen Ansiedlungen: Die Cahokia mit dem französischen gleichnamigen Cahokia, die Michigamea mit Fort de Chartres, die Kaskaskia und Tamaroa mit dem französischen Kaskaskia.
Im Verlauf des 18. Jahrhunderts schrumpfte die Bevölkerungszahl der Illinois-Stämme dramatisch und schließlich gab es nur noch wenige Überlebende. Einer der Gründe für den Verfall war der nicht endende Krieg mit den Stämmen aus Wisconsin, der begann, als die Überfälle der Irokesen aufhörten. Die Peoria waren aufgrund ihres nördlichen Wohngebiets besonders gefährdet und litten unter permanenten Angriffen ihrer Feinde. Die Ermordung des Ottawahäuptlings Pontiac durch einen Angehörigen der Illinois provozierte Vergeltungsaktionen von verschiedenen nördlichen Algonkin-Stämmen, wodurch ihre Bevölkerungszahl weiterhin abnahm. Im späten achtzehnten Jahrhundert wurden sie schließlich nach Süden vertrieben. Die im Süden lebenden Illinois-Stämme verdankten den Franzosen einen gewissen Schutz. Dennoch litten sie unter der Armut und dem Verlust ihrer kulturellen Identität, so dass zahlreiche Angehörige dem Alkohol verfielen. Eine offenbar erfolgreiche Missionierung führte zur völligen Abhängigkeit von den Franzosen. Sie folgten diesen und zogen über den Mississippi bis zum Beginn des amerikanischen Unabhängigkeitskriegs, in dem die Kaskaskia Verbündete der Amerikaner wurden.
Im frühen neunzehnten Jahrhundert lebten die Reste der Illinois überwiegend westlich des Mississippi und begannen ihr Land zu verkaufen. 1832 bestanden die Illinois nur noch aus wenigen Stammesangehörigen, die ihre Identität verloren hatten, und bezogen eine Reservation im östlichen Kansas. Hier entstand eine neue Bewegung unter dem Baptisten Peoria, die zur kulturellen Anpassung führte und ihr gemeinsames Leben als Peoria sicherte. 1854 vereinigten sie sich mit den Resten der Wea und Piankashaw und nannten sich Confederated Peoria (Vereinigte Peoria). Die fortschreitende Besiedlung von Kansas zwang sie schließlich, in eine neue Reservation im nordöstlichen Oklahoma zu ziehen. Sie wurden 1940 als Peoria Indian Tribe of Oklahoma bundesstaatlich anerkannt. Allerdings gibt es kaum noch Überreste ihrer traditionellen Kultur.

## Demografie
Erste Schätzungen der Bevölkerungszahl erfolgten in der Angabe von Hütten oder Kriegern und bezogen sich nur auf die nördlichen Stämme. 1673 berichtete Marquette von rund 300 Hütten im Peoria-Dorf und 74 Hütten in der Kaskaskia-Siedlung. Um 1677 gab es hier einschließlich der Peoria und anderer Stämme insgesamt 351 Hütten. Louis Deliette ermittelte für 1691 in der Pimitéoui-Siedlung, Sammlungsort für die nördlichen Illinois, insgesamt 260 Hütten mit 800 Kriegern, das heißt Männer im Alter zwischen 20 und 40 Jahren. Bei den Cahokia und Tamaroa ermittelte er nur 60 Hütten. Céloron schätzte 1736 für alle Illinois-Stämme eine gesamte Population von 2.400 Stammesangehörigen, davon 600 Krieger. Um 1756 war diese Zahl auf 1.720 Personen geschrumpft. Auch in den folgenden Jahren sank die Bevölkerungszahl, so dass bis 1840 nur noch rund 200 Personen überlebt hatten.